# قاتل و وحشی
قاتل و وحشی فیلم توقیف‌شدهٔ ایرانی به کارگردانی حمید نعمت‌الله و نویسندگی معصومه بیات و نعمت‌الله محصول سال ۱۳۹۸ است که در سال ۱۳۹۹ آمادهٔ نمایش شد و از همان سال توسط وزارت ارشاد، توقیف شده است.

## خلاصه داستان
زیبا، در حال آماده شدن برای عروسی دختر خود است که به‌طور اتفاقی اسیر یک باند گانگستری مخوف می‌شود. او سعی می‌کند از این بند خود را رها کند. اما وقت زیادی ندارد. چون دخترش نیز بی‌خبر از همه‌چیز عازم همان‌جا است و این اتفاقی است که نباید بیفتد. زیبا برای نجات خود و دخترش می‌جنگد.

## بازیگران
- لیلا حاتمی در نقش زیبا
- امین حیایی
- ستاره اسکندری
- شهرام حقیقت‌دوست در نقش بیجه
- عزت‌الله رمضانی‌فر
- علی علائی
- شهرام قائدی
- سام نوری
- یاسمین معینی

## تولید

### پیش‌تولید
در مهر ۱۳۹۷ خبر رسید که حمید نعمت‌الله به تازگی برای ششمین فیلم سینمایی خود، درحالی که در مرحلهٔ بازنویسی فیلمنامه است، درخواست پروانه ساخت داده و قصد دارد این فیلم را با نام «قاتل و وحشی» بسازد. همچنین حضور لیلا حاتمی در این فیلم قطعی شده و حمید نعمت‌الله برای آغاز پیش‌تولید فیلم، در انتظار صدور پروانه ساخت است. در آبان ۱۳۹۷ فیلمنامهٔ قاتل و وحشی به تهیه‌کنندگی، کارگردانی و نویسندگی حمید نعمت‌الله پروانه ساخت گرفت. در تیرماه ۱۳۹۸ اعلام شد که قاتل و وحشی با پیش‌تولید طولانی بالاخره با بازی لیلا حاتمی کلید خواهد خورد و طبق اخبار رسیده، این فیلم اکشنی خاص است که با آثار مرسوم سینمای ایران تفاوت‌های بسیاری دارد.

### فیلم‌برداری
اواسط شهریور ۱۳۹۸ خبر رسید که حمید نعمت‌الله با سرمایه‌گذاری محمدصادق رنجکشان ششمین فیلم سینمایی‌اش را با فیلمبرداری سعید براتی و صدابرداری بابک اخوان کلید زده و این فیلم چند روز است که جلوی دوربین رفته است. همچنین اعلام شد که این فیلم در ژانر جنایی ساخته می‌شود. این فیلم سومین همکاری حمید نعمت‌الله با لیلا حاتمی بعد از دو فیلم بی‌پولی (۱۳۸۶) و رگ خواب (۱۳۹۴) است و دیگر بازیگران این فیلم امین حیایی، ستاره اسکندری، شهرام حقیقت‌دوست، عزت‌الله رمضانی‌فر، سام نوری و یاسمین معینی هستند. طراحی گریم را بابک اسکندری و جلوه‌های ویژه میدانی را آرش آقابیک برعهده داشته است. در آذر ۱۳۹۸ خبر رسید که تصویربرداری این فیلم به دلیل مشکلات مالی متوقف شده است. اما روابط‌عمومی دفتر محمدصادق رنجکشان در بیانیه‌ای مسئولیت توقف فیلم و مشکلات مالی پیش‌آمده را از عهده خود خارج دانست و اعلام کرد به تمامی تعهدات خود در قبال این فیلم عمل کرده است. حمید نعمت‌الله در گفت‌وگویی دربارهٔ این بیانیه توضیح داد: «مشکلاتی برای این فیلم به‌خاطر برآورد هزینهٔ ساخت، پیش‌آمد. اما درنهایت راه چاره‌ای برای این مسئله در گفت‌وگو با آقای رنجکشان پیدا کردیم و فیلمبرداری فیلم ادامه پیدا خواهد کرد.» در دی‌ماه ۱۳۹۸ اعلام شد که تصویربرداری قاتل و وحشی به پایان رسیده و این فیلم سینمایی برای حضور در سی و هشتمین دوره جشنواره فیلم فجر آماده می‌شود.

### پس‌تولید
همزمان با فیلمبرداری، تدوین فیلم توسط هایده صفی‌یاری انجام شده است و دیگر مراحل فنی آن برای رسیدن به نسخه نهایی پیش می‌رود. این فیلم به دلیل برخی مشکلات مالکیتی پیرامون آن و براساس نظر معاونت نظارت و ارزشیابی و خانه سینما، به‌خاطر موضوع تهیه‌کنندگی و مالکیتی فیلم، امکان نمایش در جشنواره فجر ۹۸ را پیدا نکرد. در آبان ۱۳۹۹ اعلام شد که صداگذاری قاتل و وحشی در مراحل نهایی قرار دارد و این فیلم سینمایی به‌زودی آماده نمایش می‌شود. موسیقی این پروژه سینمایی را کریستف رضاعی می‌سازد. در دی‌ماه ۱۳۹۹ خبر رسید که همایون شجریان، در چهارمین همکاری‌اش با حمید نعمت‌الله، ترانهٔ فیلم قاتل و وحشی را می‌خواند.

## توقیف
با وجود دریافت نقدهایی مثبت از آنها که فیلم را در اکران‌های خصوصی دیده بودند، اما پروانه نمایش فیلم از طرف وزارت ارشاد برای اکران در جشنواره فجر سی و نهم صادر نشد و فیلم مجوز اکران نگرفت زیرا نقش اول این فیلم که لیلا حاتمی است با موهای تراشیده و بدون حجاب بازی کرده است که برخی می‌گویند مسئله اصلی، مو نیست بلکه گوش‌های بازیگر است.
در ۶ اسفند ۱۴۰۱ پس از چهار سال توقیف و سه بار ممانعت از حضور در جشنواره فیلم فجر، پروانه نمایش فیلم قاتل و وحشی فقط برای اکران در خارج از کشور صادر شد. در بیانیه سازمان سینمایی آمده است: اگر چه مضمون فیلم دارای فضایی ملتهب و خشن بوده و مخاطب خاصی را جلب خواهد کرد اما وحشت و خشونت حاکم بر فیلم، علت عدم نمایش این اثر نبوده و تنها تصاویر بازیگر زن (لیلا حاتمی) با موی تراشیده، این امکان را از اثر سلب کرده است. با وجود اینکه در گذشته چنین اتفاقی در برخی آثار رخ داده اما به دلیل حساسیت‌های مختلف، تاکنون از نمایش این فیلم جلوگیری شده بود. با این وجود، شورای پروانه نمایش صرفاً با اکران بین‌الملل قاتل و وحشی موافقت کرد و از این پس تهیه‌کننده فیلم مجاز به نمایش این فیلم در خارج از کشور خواهد بود، و اجازه اکران در داخل کشور را ندارد.
نرگس آبیار به مدیران سازمان سینمایی گفت که در صورتِ اکران نشدنِ فیلم قاتل و وحشی در جشنواره فجر ۱۴۰۳، از عضویت در شورای پروانه نمایش استعفا می‌دهد. وی در ۲۳ بهمن ۱۴۰۳، با انتشار نامه‌ای به رائد فریدزاده، رئیس سازمان سینمایی، از شورای پروانه نمایش استعفا داد.

## نمایش
قرار بود فیلم قاتل و وحشی در ۲۱ بهمن ۱۴۰۳ خارج از مسابقه و برای اهالی رسانه در چهل و سومین دوره جشنواره فیلم فجر نمایش داده شود که در نهایت این اکران لغو شد. این فیلم نخستین‌بار در بهمن ۱۴۰۳ در سومین جشنوارهٔ فیلم‌های ایرانی در نیویورک به نمایش درآمد.